# Eimeria kotlani
Eimeria kotlani – należy do królestwa protist, rodziny Eimeriidae, rodzaju Eimeria. Wywołuje u gęsi chorobę pasożytniczą – kokcydiozę. Eimeria kotlani pasożytuje we wszystkich odcinkach jelita grubego.